# Borjomi
Borjomi (em georgiano:  ბორჯომი) é uma cidade da Geórgia centro-sul com uma população estimada de 10.546 pessoas (2014).  É um dos distritos da região de Mesquécia-Javaquécia e é situada na parte noroeste da região na pitoresca Borjomi Gorge, perto do Parque Nacional Borjomi-Kharagauli National Park.
A cidade é famosa por sua indústria de água mineral, comum em muitos países da região, especialmente os da antiga URSS.  Os mananciais de água próximos a cidade, supostamente curativos, tornaram a região uma zona turística, especialmente para as pessoas com problemas de saúde.